# Vojtěch Šafařík
Vojtěch Šafařík (Safarik Adalbert, Újvidék (Bács-Bodrog vármegye), 1829. október 26. – Prága, 1902. július 2.) cseh kémikus, prágai egyetemi tanár, Pavel Jozef Šafárik híres nyelvész legidősebb fia.

## Élete
Első neveltetését a szülői házban nyerte, azután a prágai gimnáziumot látogatta, ahol apja felügyelete alatt nyelvészeti tanulmányokkal foglalkozott. 1846–47-ben bölcseletet tanult, azonban kiváltképp a természettudományokat művelte. 1847–50-ben a Redtenbacher laboratóriumában dolgozott; míg végül kizárólag a vegytannak szentelte idejét. Miután egy évig Quadrat Bernát brünni tanszéke mellett a technikai vegytanban képezte ki magát, a prágai cseh reáliskolához nevezték ki tanárnak, ahol 1851–56-ig működött. 1856 nyarán államsegéllyel külföldre utazott és 1856–57-ben Berlinben elméleti, 1858–59-ben Göttingenban gyakorlati vegytannal foglalkozott. Visszatértével 1859-ben a bécsi kereskedelmi akadémiánál nyert tanári állást. Két év múlva betegsége miatt lemondott állásáról és 1861–62-ben egy Bécs melletti iparvállalathoz szegődött társnak. Innét is betegsége miatt távoznia kellett és az erdélyi fürdőkben keresett gyógyulást. Visszatérve, 1865-ben a prágai műegyetemen nyert írnoki állást, melyet 1868-ig töltött be; ekkor ugyanazon intézetnél a vegytan cseh tanszékénél alkalmazták, mely tanári állásában 1869-ben véglegesítették. Később a prágai egyetemen a vegytan rendes tanára lett. Tagja volt a cseh tudományos társaságnak és Fürstenberg herceg könyvtárnoka. 73 éves korában hunyt el Prágában.
Több cikket írt a külföldi lapokba.

## Munkája
- Základové chemie čily lučby, Prága, 1860. (A vegytan alapvonalai). Két kötet.
- Lefordította és kiadta csehül Humboldt Sándor Ansichten der Natur című munkáját. (Bécs, 1863)